# Diego Manuel Chamorro Bolaños
Diego Manuel Chamorro Bolaños (Nandaime, 9 de agosto de 1861 - Managua, 12 de octubre de 1923) fue el presidente de Nicaragua desde el 1 de enero de 1921 hasta su muerte, el 12 de octubre de 1923.

## Presidencia
Diego Manuel Chamorro fue elogiado por su desempeño bajo la presidencia de Adolfo Díaz Recinos tanto por políticos conservadores como liberales.
Fue elegido Presidente de Nicaragua en 1920, siguiendo a su sobrino Emiliano en ese cargo. Las elecciones enfrentaron una importante interferencia de los Estados Unidos y se caracterizaron por irregularidades. Su gobierno enfrentó tiempos difíciles con cuestiones de fraude electoral y falta de legitimidad. 
Durante su presidencia, aplastó una invasión de rebeldes hondureños e inició un acuerdo entre él y los presidentes de Honduras, Rafael López Gutiérrez, y El Salvador, Jorge Meléndez, para evitar tales invasiones en el futuro. También firmó el Tratado de Paz y Amistad entre los países centroamericanos en 1922. Al igual que su antecesor, siguió siendo obsequioso con Estados Unidos. La guerra tuvo un impacto negativo en la economía nicaragüense, que estaba en profunda recesión desde que asumió el cargo.
El presidente Chamorro Bolaños murió en el cargo a los 62 años de edad.